# Ceratophysella duplicispinosa
Ceratophysella duplicispinosa är en urinsektsart som först beskrevs av Riozo Yosii 1954.  Ceratophysella duplicispinosa ingår i släktet Ceratophysella och familjen Hypogastruridae. Inga underarter finns listade i Catalogue of Life.